# Eparchia di Majkop

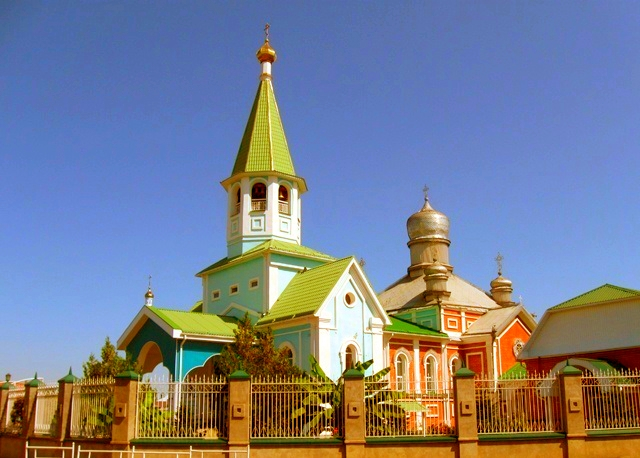
La cattedrale della Santissima Trinità di Majkop.

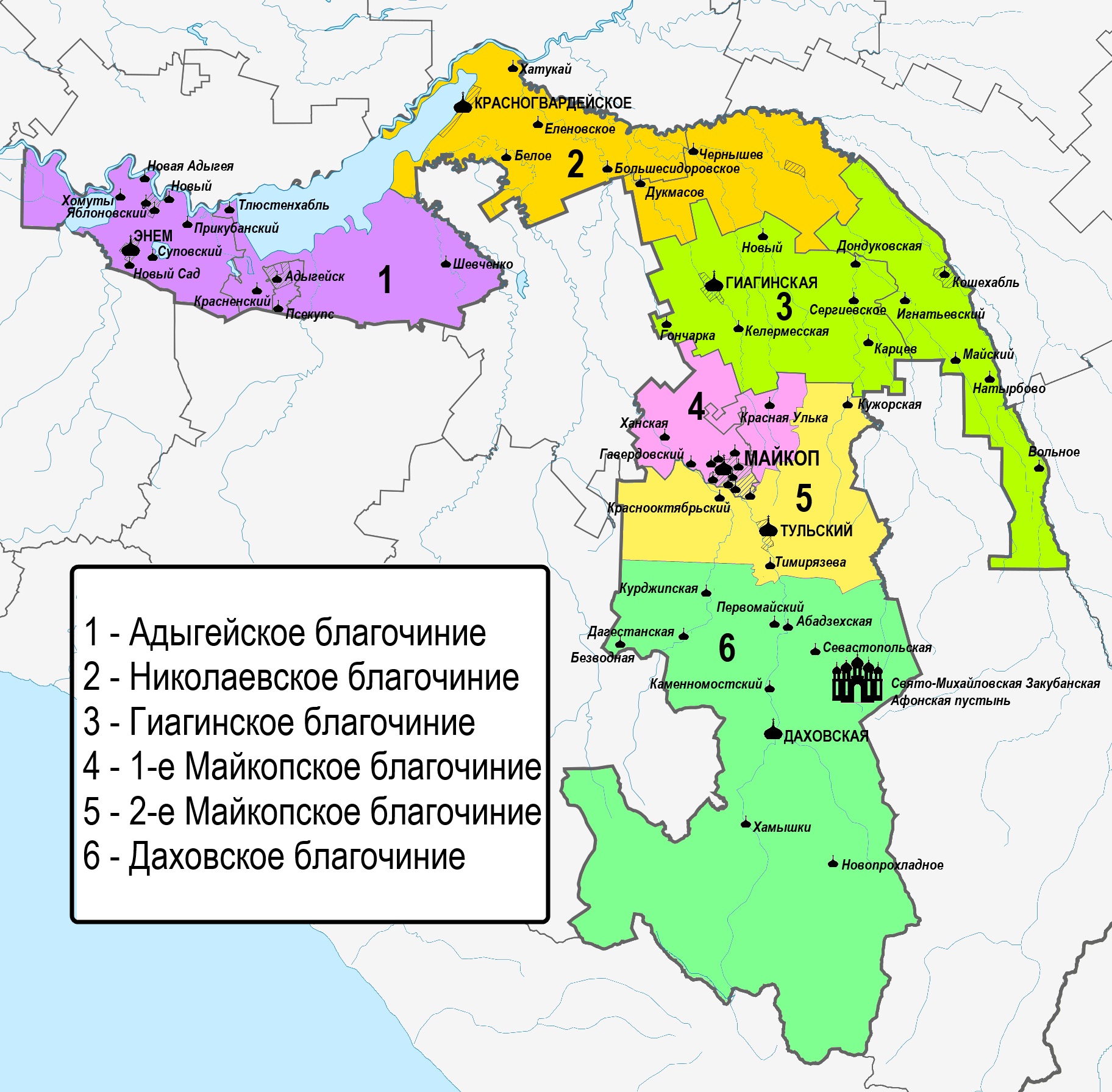
Mappa dei decanati dell'eparchia.

L'eparchia di Majkop (in russo Майкопская епархия?) è una diocesi della Chiesa ortodossa russa.

## Territorio
L'eparchia comprende la repubblica dell'Adighezia nel circondario federale meridionale.
Sede eparchiale è la città di Majkop, dove si trova la cattedrale della Santissima Trinità.
L'eparca ha il titolo ufficiale di «eparca di Majkop e Adighezia».

## Storia
L'eparchia è stata eretta dal Santo Sinodo della Chiesa ortodossa russa il 26 febbraio 1994, ricavandone il territorio dall'eparchia di Ekaterinodar. Il 28 dicembre 2000 ha ceduto le parrocchie situate nel territorio di Krasnodar alla stessa eparchia di Ekaterinodar.